# Aeropedellus nigrepiproctus
Aeropedellus nigrepiproctus is een rechtvleugelig insect uit de familie veldsprinkhanen (Acrididae). De wetenschappelijke naam van deze soort is voor het eerst geldig gepubliceerd in 1990 door Kang & Chen.